# Parafia św. Piotra Apostoła w Młynarach
Parafia Świętego Piotra Apostoła w Młynarach – parafia erygowana w 1320; należąca do metropolii warmińskiej, diecezji elbląskiej i dekanatu Pasłęk I. Mieści się przy ulicy Słowackiego. Prowadzą ją księża diecezjalni.